# 쩐반흐엉
쩐반흐엉(베트남어: Trần Văn Hương, 1902년 12월 1일 ~ 1982년 1월 27일)은 베트남의 정치인이다. 2차례(1964년 ~ 1965년, 1968년 ~ 1969년)에 걸쳐 남베트남의 수상을 역임했다.
빈롱 성 출신이며 대학교 졸업 이후에 교사로 근무했다. 1954년에는 사이공 시장으로 선출되었지만 1960년 응오딘지엠 정권을 비판한 혐의로 수감되었다. 1963년 응오딘지엠이 암살당하면서 사이공 시장으로 복귀했다. 1964년 11월부터 1965년 1월까지 응우옌카인 정부에서 남베트남의 수상을 역임했고 1968년 5월부터 1969년 9월까지 응우옌반티에우 정부에서 남베트남의 수상으로 역임했다.
1975년 4월 21일에 남베트남의 총통으로 취임했지만 4월 28일에 즈엉반민에게 총통 자리를 넘겨줬고 즈엉반민은 4월 30일에 남베트남의 항복을 선언하게 된다. 사이공 함락 이후에는 북베트남 군대에 의해 가택 연금 조치를 받았다.